# Gibbibarbus cyphotergous
Gibbibarbus cyphotergous é uma espécie de Actinopterygii da família Cyprinidae.
Apenas pode ser encontrada no seguinte país: China.